# Landrévarzec
Landrévarzec (tiếng Breton: Landrevarzeg) là một xã của tỉnh Finistère, thuộc vùng Bretagne, miền tây bắc Pháp.

## Dân số
Người dân ở Landrévarzec được gọi là Landrévarzécois.